# Karl von Bothmer (Diplomat, 1770)
Karl Heinrich Ernst Friedrich Freiherr von Bothmer, seit 1817 Graf von Bothmer (* 29. Dezember 1770 in Blankenburg; † 7. Januar 1845 in Weimar) war ein württembergischer Kammerherr und Gesandter am bayerischen Hof.

## Leben
Karl entstammte dem niedersächsischen Uradelsgeschlecht von Bothmer. Er war Sohn des Stammvaters des Ersten Hauses der von Bothmers, des markgräflich brandenburgischen Kammerherrn und Oberberghauptmanns Karl Ludwig Freiherr von Bothmer (1736–1805).
In der sogenannten „Franzosenzeit“ war Bothmer für kurze Zeit Besitzer des späteren Ritterguts Wülfel.
Er wirkte als Kammerherr im Königreich Württemberg sowie als Gesandter am Hof des Königreichs Bayern und erhielt dort am 9. September 1817 die Anerkennung des Grafenstandes.
Am 4. November 1799 heiratete Bothmer in Kassel Antoinette Freiin von Hanstein (1782–1826). Aus der Ehe gingen fünf Söhne hervor:
- Felix (1804–1876) ⚭ 1829 Mathilde von Huhn (1803–1885), ab 1852 Majoratsherr auf Schloss Bothmer
- Friedrich (1805–1886), bayerischer General der Infanterie

⚭ 1852 Adelheid Freiin von Stralenheim (1832–1855)
⚭ 1874 Elisw Halberstadt (1832–1908)
- Hippolyt (1812–1891)

⚭ 1845 Henriette Freiin von Hartmann (1825–1878), gesch.
⚭ 1856 Minnie Young (1833–1901), gesch.
⚭ 1887 Anna Düpke, gesch.
- Karl (1814–1855) ⚭ 1844 Anna Baumgartner (1826–1873)
- Maximilian (1816–1878), Generalleutnant und langjährige Generalquartiermeister, ⚭ 1841 Laura von Reichert (1814–1880)

## Bothmerstraße
Karl Heinrich Friedrich Graf von Bothmer ist einer der beiden möglichen Namensgeber für die 1954 in dem hannoverschen Stadtteil Döhren und Wülfel angelegte Bothmerstraße, die von der Hildesheimer Straße zur Wiehbergstraße führt. Der mögliche andere Namensgeber ist Georg Christian von Bothmer; im Adressbuch der Stadt Hannover von 1955 hieß es lediglich: „[...] nach der Familie Bothmer benannt, die in Hannover-Wülfel Grundbesitz hatte.“